# Fruta cristalizada

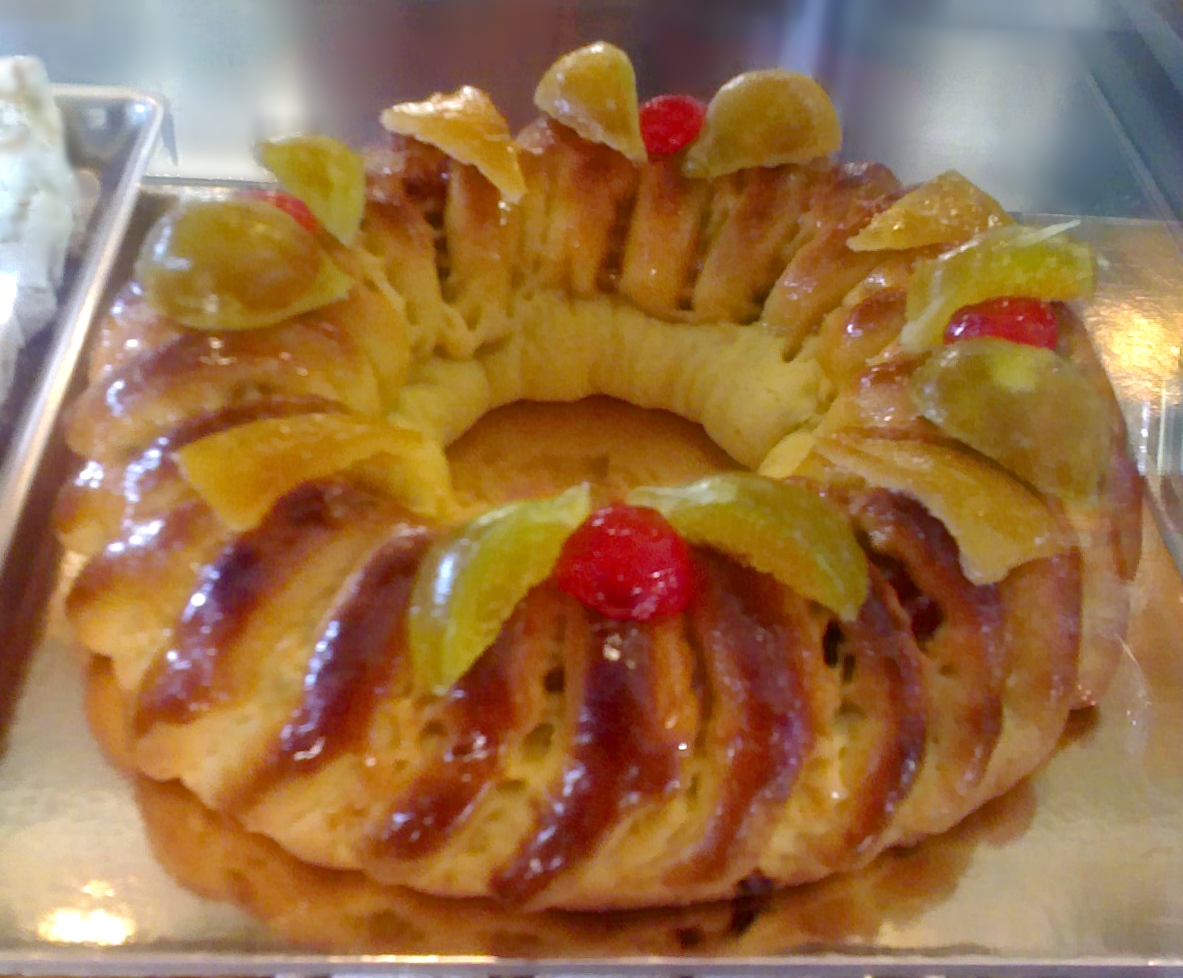
Buccellato, uma tradicional rosca siciliana: no topo, frutas cristalizadas

Fruta cristalizada, fruta confeitada ou fruta glaceada é um doce em que parte da água de frutos carnudos é substituída por açúcar: posteriormente, o fruto é coberto por xarope de açúcar quente, dando-lhe uma aparência cristalina.
Para além da sua utilização em bolos e doces, as frutas cristalizadas, que são uma forma de conservação de alimentos, são também uma guloseima tradicional em muitas partes do mundo.